# Rue Bolchaïa Pokrovskaïa
Pour les articles homonymes, voir Pokrovskaia.
La rue Bolchaïa Pokrovskaïa (russe : Большая Покровская улица, littéralement rue de la Grande Intercession, en abrégé : Pokrovka) est la rue principale de Nijni Novgorod et aussi l'une des plus anciennes.

## Situation et accès
Jusqu'en 1917, c'était une rue habitée par des familles nobles. Elle est devenue la rue principale de la ville à la fin du XVIIIe siècle, et est comparable à l'Arbat à Moscou ou aux lignes 6-7 de l'Île Vassilievski à Saint-Pétersbourg.
La station de métro la plus proche est Gorkovskaïa 
Elle mesure 2,232 km de longueur dont 1,236 km de voie piétonnière. Elle est notamment coupée par la rue Oktiabrskaïa. Elle relie quatre places de la ville : la place de Minine et Pojarski, le place du Théâtre, la place Gorki et se termine place Liadov.

## Historique

### L'Empire russe
La rue a commencé à se former au Moyen Âge. Peu à peu, sa direction s'est orientée vers la route de Moscou. Après la visite de l'impératrice Catherine II, un nouveau plan urbain régulier a été développé à la place du réseau complexe de rues médiévales existant En 1823-1824 est construit le clocher de l'église de la Protection de la Vierge (russe : Церковь Покрова Пресвятой Богородицы). Depuis lors, la rue est connue sous le nom de Bolchaïa Pokrovskaïa, en abrégé « Pokrovka ».
À la fin du XVIIIe siècle, au début du XIXe siècle, des bâtiments en pierre ont été construits. Depuis, elle est devenue la rue principale de la ville et la rue des familles nobles, en raison de la succession de généraux, de familles princières, de gouverneurs,  vice-gouverneurs et autres hauts fonctionnaires qui s'y sont installés . En 1896, le théâtre Nicolas (aujourd'hui théâtre dramatique de Nijni Novgorod) a été construit, dont l'ouverture a été programmée pour coïncider avec le début de l' exposition universelle et du premier Congrès panrusse de l’industrie et du commerce à Nijni Novgorod. Le 18 juillet 1896, il est visité par l'Empereur Nicolas II. Au début du XXe siècle, des bâtiments deviennent fortement compactés et les maisons commencent à former une ligne continue des deux côtés de la rue. En 1913, la principale banque d'État est construite dans la rue. Son ouverture coïncide avec la commémoration du 300e anniversaire des Romanov.

### Période soviétique
Après la révolution, la rue est rebaptisée et porte le nom d'Iakov Sverdlov et est alors communément appelée « Sverdlovka ». Vers 1935, l'église de l'Intercession est démolie. Jusqu'aux années 1980, la rue était une route, elle est ensuite devenue une voie piétonnière.

### Russie actuelle
Après la dissolution de l'Union soviétique, la rue a été rebaptisée Bolchaïa Pokrovskaïa. En 2004, elle a été entièrement reconstruite étant jusqu'alors construite en  pavés. Des sculptures en bronze sont installées des deux côtés. Les plus populaires sont la sculpture La chèvre drôle, devant le théâtre dramatique, et la sculpture du policier, sur la place de Minine et Pojarski.

Images historiques
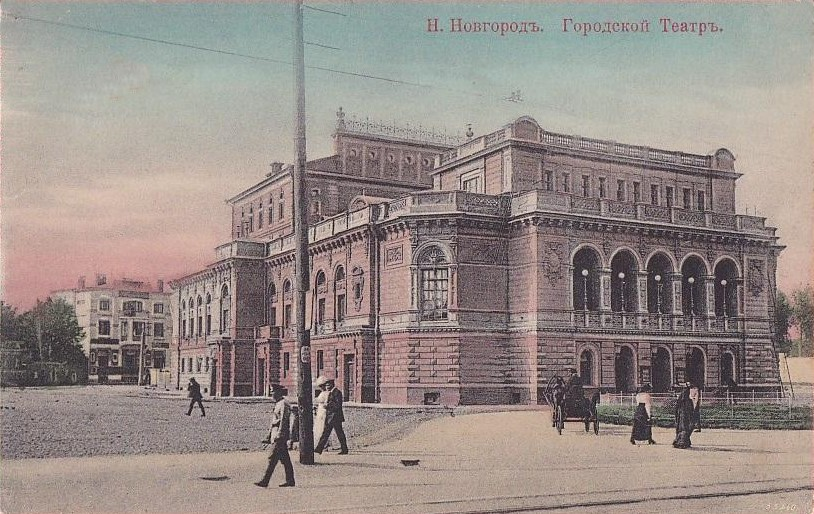
Le théâtre dramatique. 1880, photo par Andreï Kareline et Ivan Chichkine
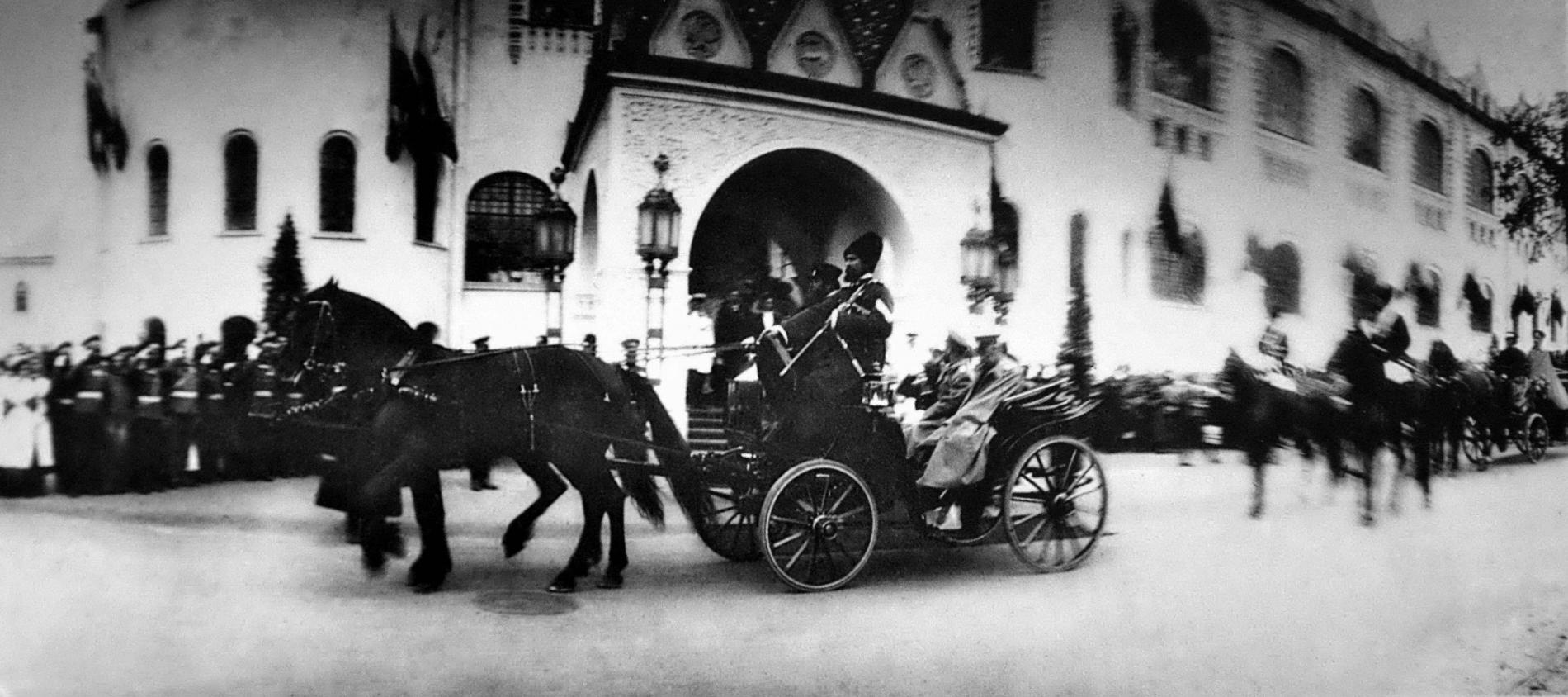
Départ de Nicolas II de la Banque d'État. 1896, photo par Maxime Dmitriev
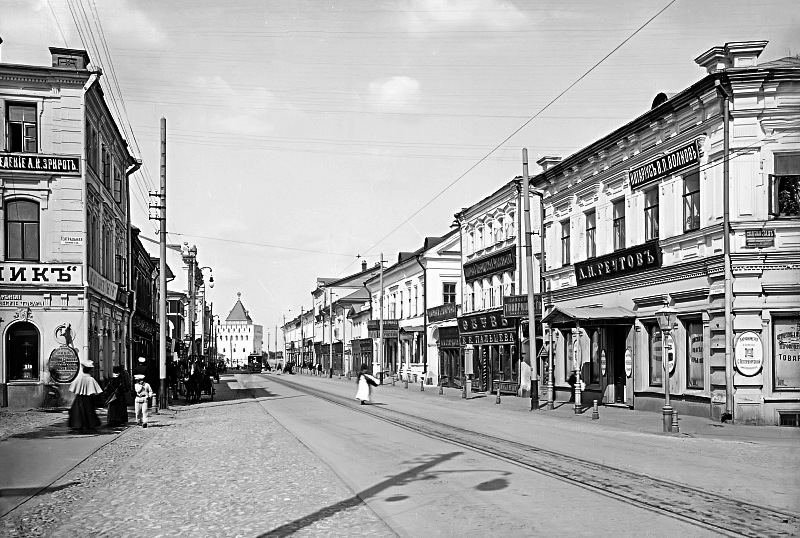
Rue Bolchaïa Pokrovskaïa. 1907, photo par Maxime Dmitriev
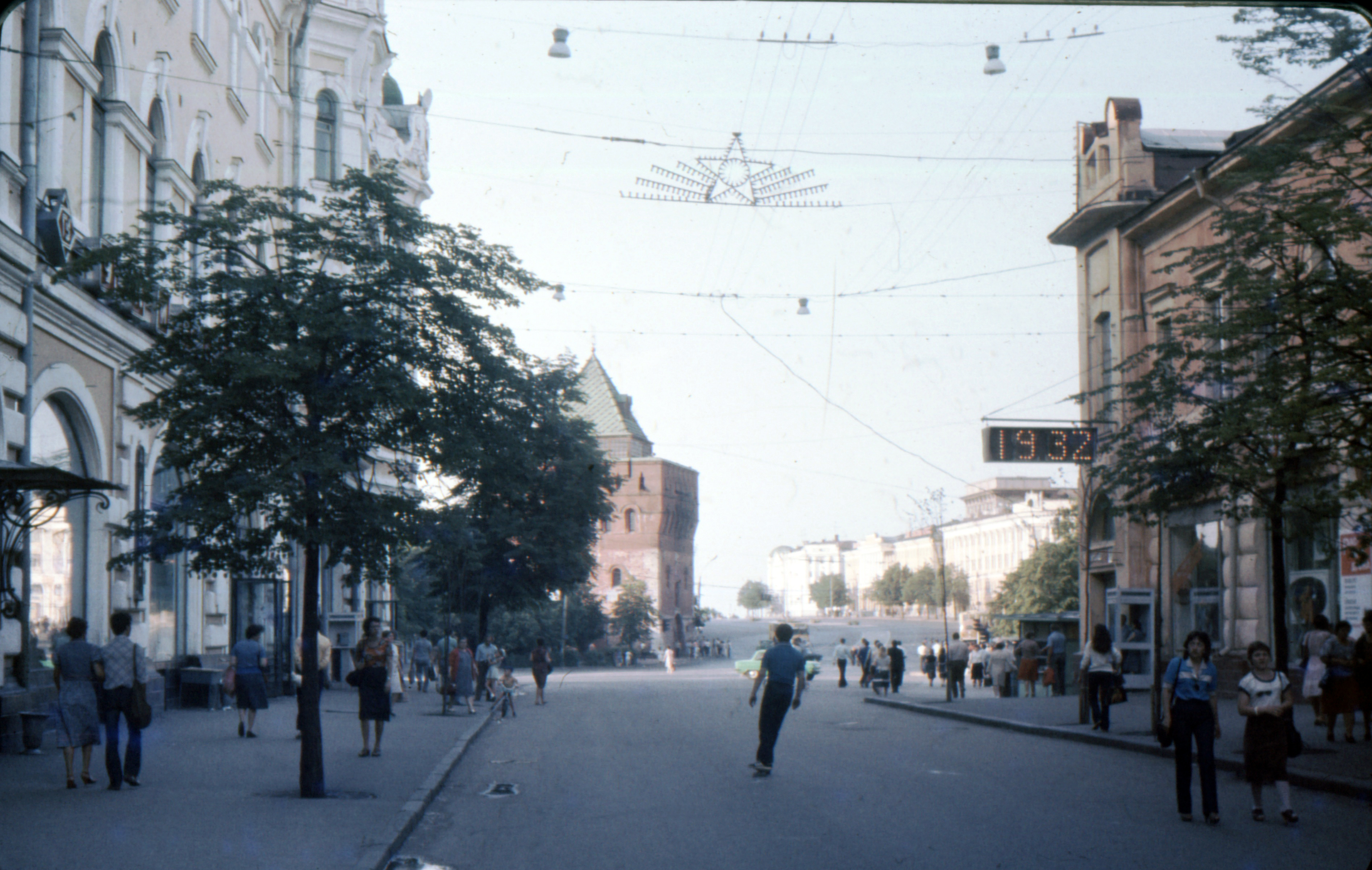
Union soviétique. Rue de Sverdlov. 1985

## Bâtiments remarquables et lieux de mémoire

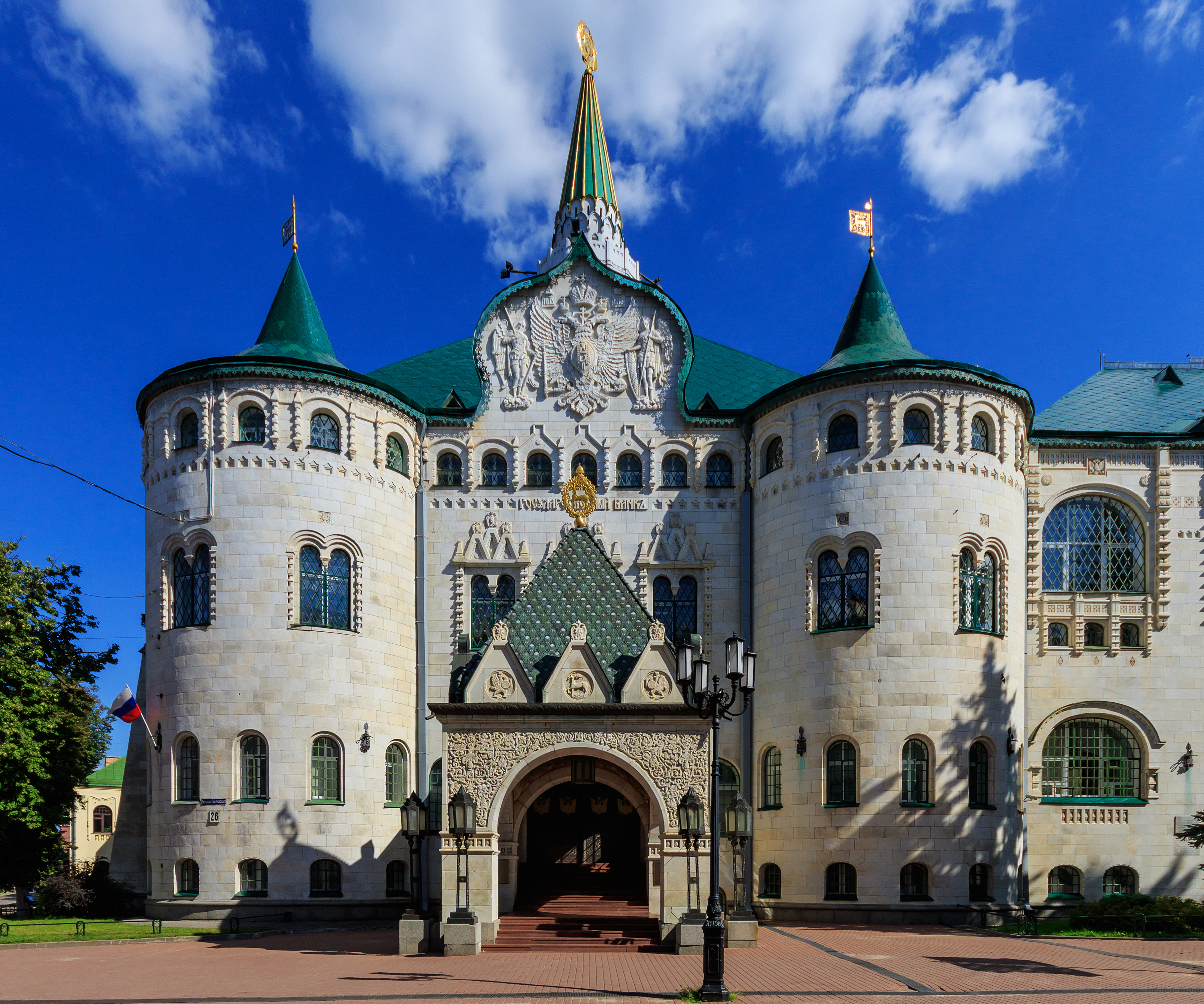
La Banque d'État

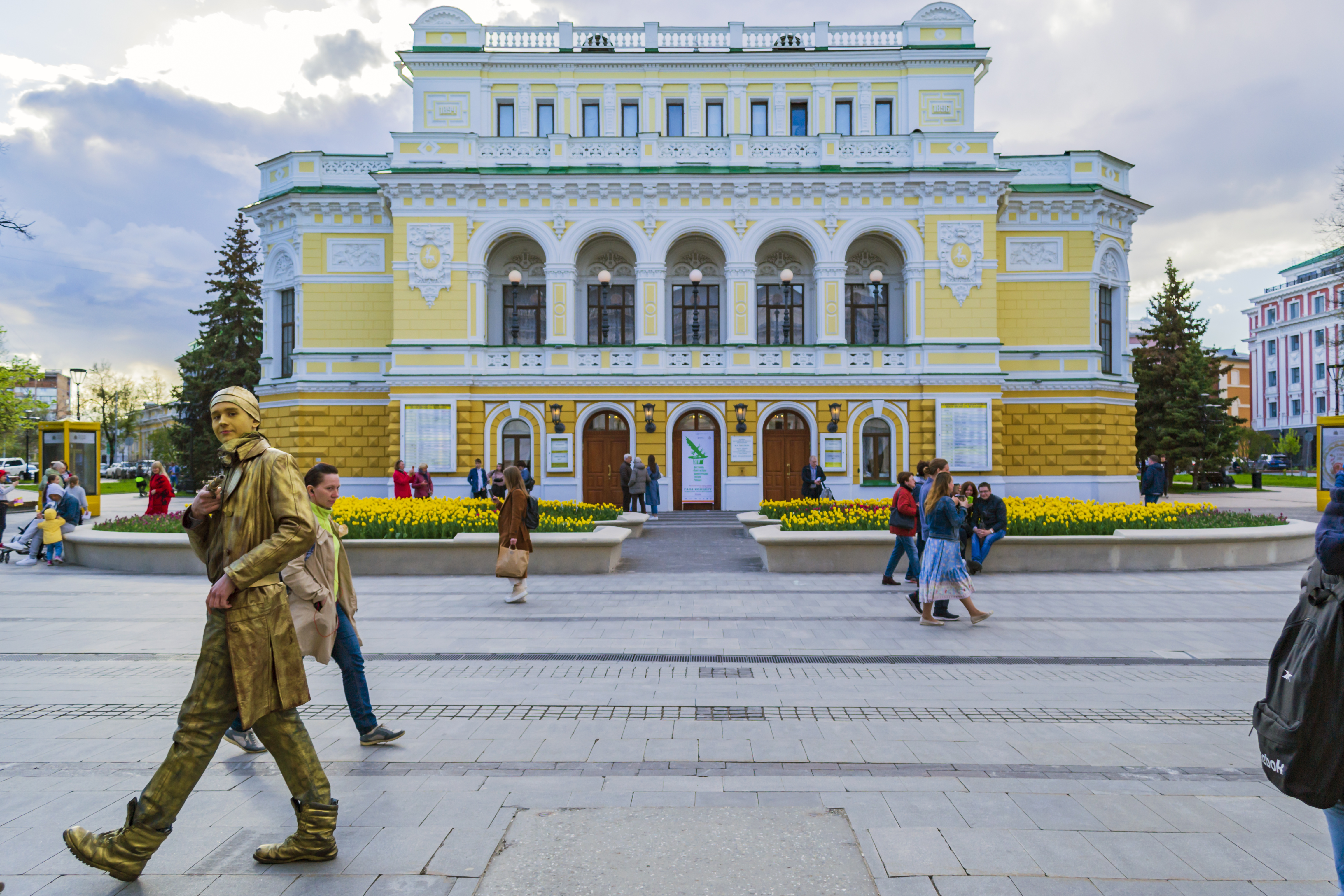
Le théâtre dramatique

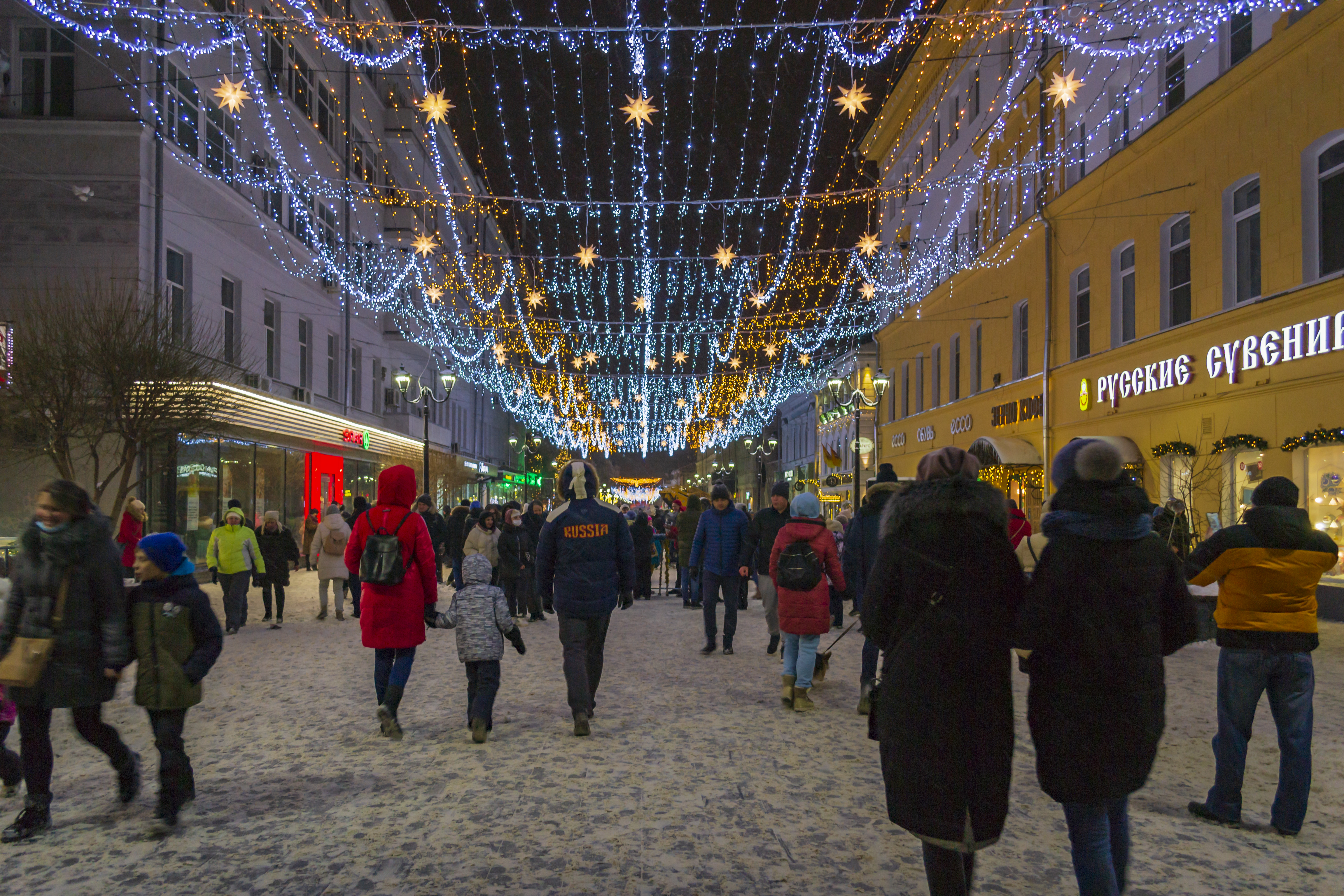
Rue à Noël

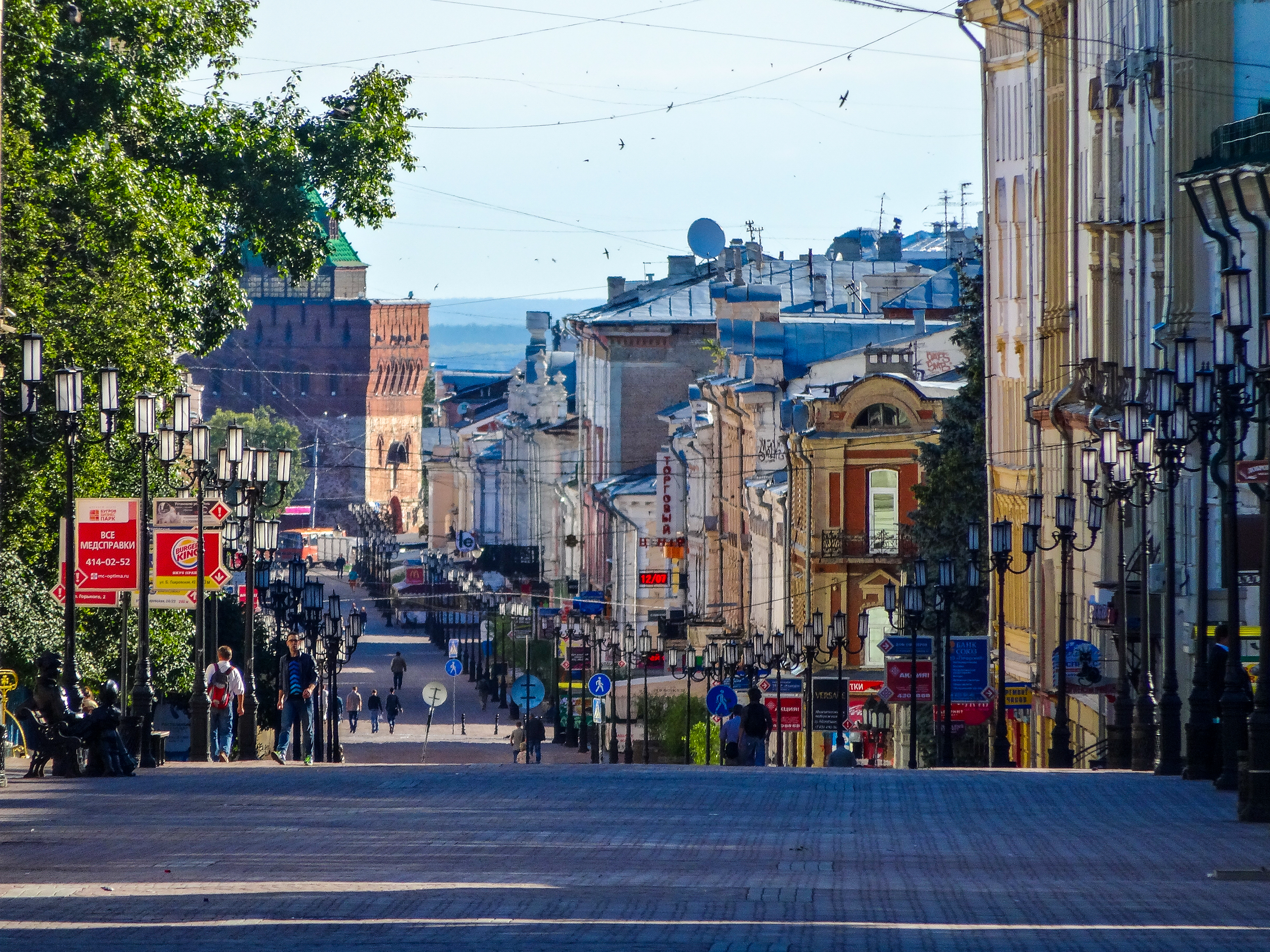
Vue sur la rue Bolchaïa Pokrovskaïa en direction du Kremlin. Juillet 2014

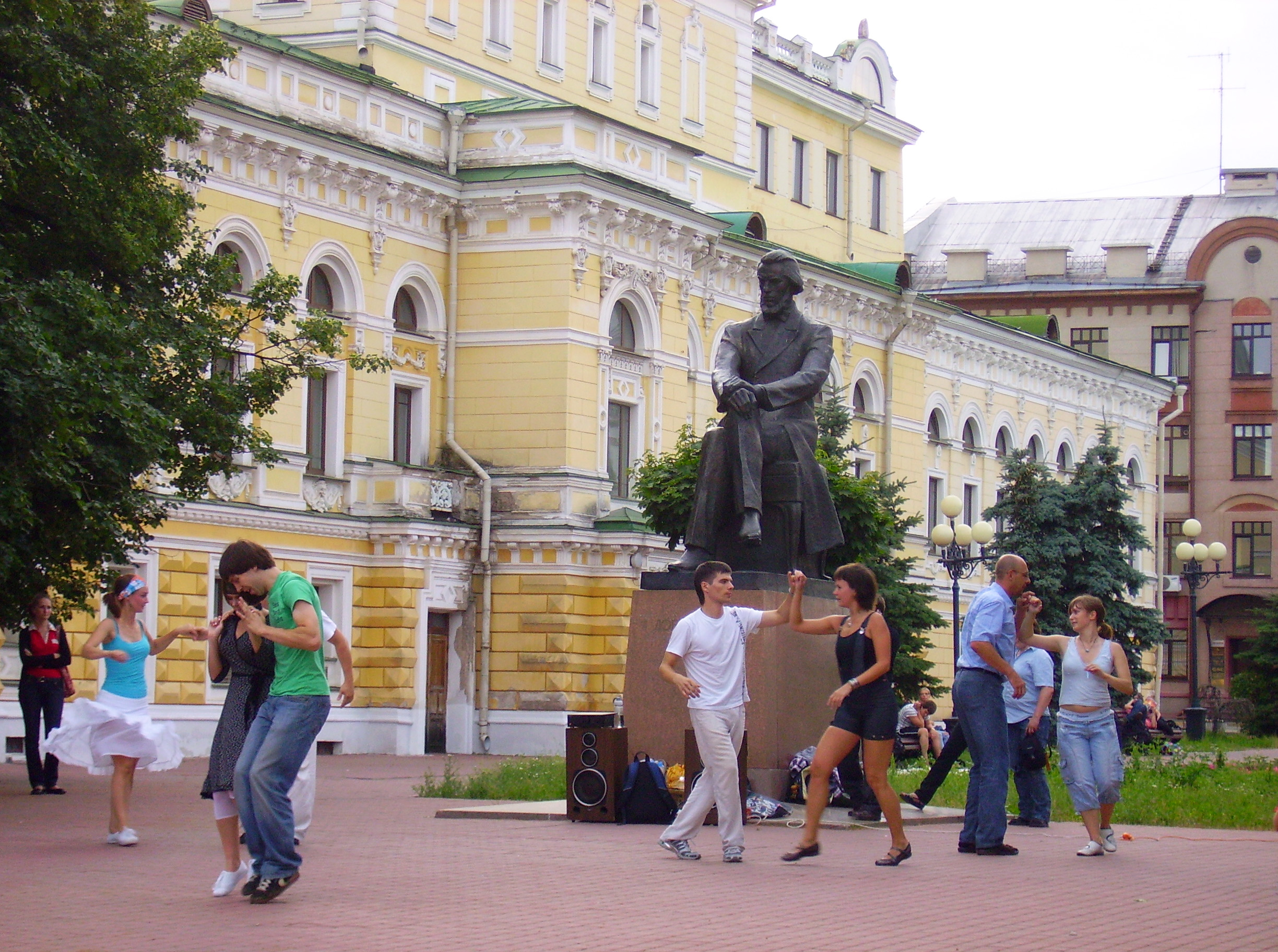
Danses près de la statue de Dobrolioubov.

- Théâtre éducatif de l'École du théâtre Evgueni Evstigneïev ;
- Maison syndicale ;
- Ancien bâtiment des chambres hautes de commerce ;
- Musée de la photographie dédié au photographe russe Andreï Kareline ;
- Le théâtre dramatique ;
- Le tribunal de district ;
- Ancien édifice de l'Assemblée de la noblesse au no 18 ;
- La Banque d'État ;
- Hôtel particulier de la famille Roukavichnikov - aujourd'hui musée d'histoire et architecture, œuvre de l'architecte Franz Schechtel (1877) ;
- Maison Kostromine, construite dans la seconde partie du XVIIIe siècle ;
- Le bâtiment des facultés de finance et de philologie, et la faculté des sciences sociales de l'Université d'État de Nijni Novgorod ;
- Le théâtre de marionnettes de la ville ;
- Métiers d'art est le magasin du musée ;
- Maison de la Communication.

### Musiciens de rue
Chaque jour, beaucoup de musiciens de rue jouent dans cette rue selon différents styles et répertoires musicaux. Ils donnent surtout des concerts de rue à grande échelle avec l'utilisation d'équipements professionnels, rassemblant un grand nombre de spectateurs. De tels événements sont souvent convenus à l'avance avec l'administration de la ville.
L'attitude de la police de la ville envers les musiciens de rue est tolérante. Contrairement à l'Arbat de Moscou, les musiciens ici ne sont pas expulsés de la rue et ne sont pas condamnés à une amende à condition qu'ils ne violent pas l'ordre public.

### Artistes de rue
Près de la faculté de philologie de l'Université d'État, des artistes et artisans organisent des expositions improvisées de leurs œuvres. Les artistes font des portraits, des caricatures et des natures mortes et on peut leur commander une variété de produits en osier, de la poterie et d'autres articles.

### Sculptures
De la place de Minine et Pojarski vers la place Gorki :
- Le cireur de chaussures ;
- Un policier 1900 - près du bâtiment du complexe d'exposition ;
- Photographe avec un chien ;
- « La chèvre drôle » - devant le théâtre dramatique ;
- Evgueni Evstigneïev - sur un banc près du théâtre dramatique ;
- Banc de réconciliation - près du théâtre dramatique ;
- Banc du blogueur - près du théâtre dramatique ;
- Statue de Nikolaï Dobrolioubov assis ;
- Le jeune violoniste ;
- Les couple Ivan Annenkov et Pauline Geuble ;
- Serviteur dans la taverne, invitant à entrer, près du restaurant de la maison no 35 ;
- Nikolaï Bogolioubov, près du bâtiment de la faculté de philologie de l'Université d'État de Nijni Novgorod ;
- Cuillère de goût, près du bâtiment de la faculté de philologie de l'Université d'État ;
- Dame 1900 assise sur un banc avec un enfant ;
- Dame 1900 devant son miroir - devant le centre de divertissement « Oktiabr » ;
- Le facteur avec sa bicyclette - Avant la Maison des Communications, au bout de la zone piétonne.